# Rue Rouget-de-Lisle
Pour l’article homonyme, voir Rue Rouget-de-L'Isle.
La rue Rouget-de-Lisle est un axe important d'Issy-les-Moulineaux, en France.

## Situation

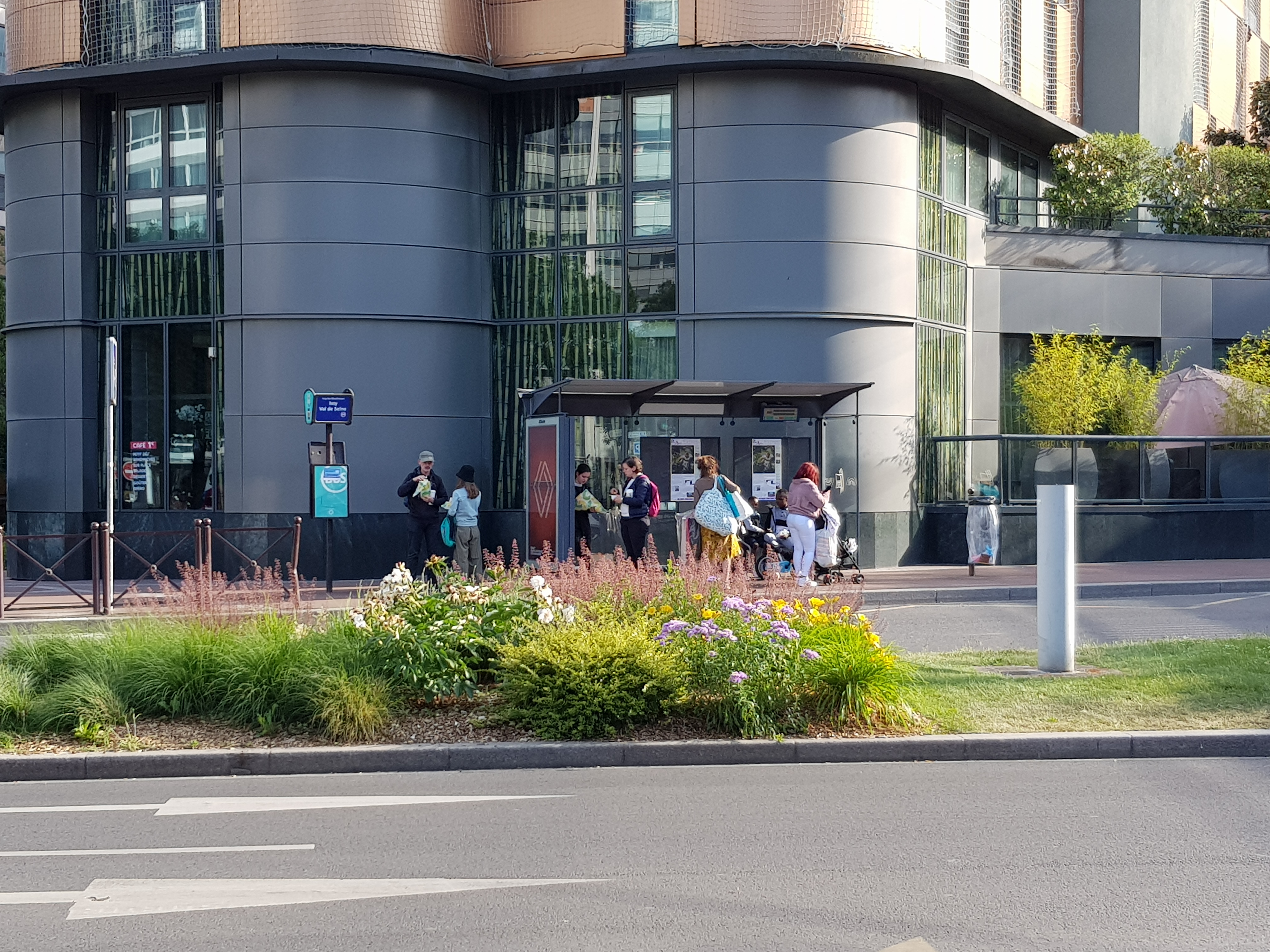
Arrêt Issy - Val de Seine RER.

Orientée d'ouest en est, cette rue commence son tracé au bord de la Seine, dans l'axe du pont d'Issy. Elle passe sous la ligne C du RER d'Île-de-France, croise la rue Camille-Desmoulins et se termine au croisement du boulevard Gallieni, place du Président-Robert-Schuman, où elle est prolongée par le boulevard des Frères-Voisin.
Elle est desservie par la gare d'Issy-Val de Seine.

## Origine du nom
Cette rue a été nommée en hommage à Claude Joseph Rouget de Lisle (1760-1836), auteur de La Marseillaise.

## Historique

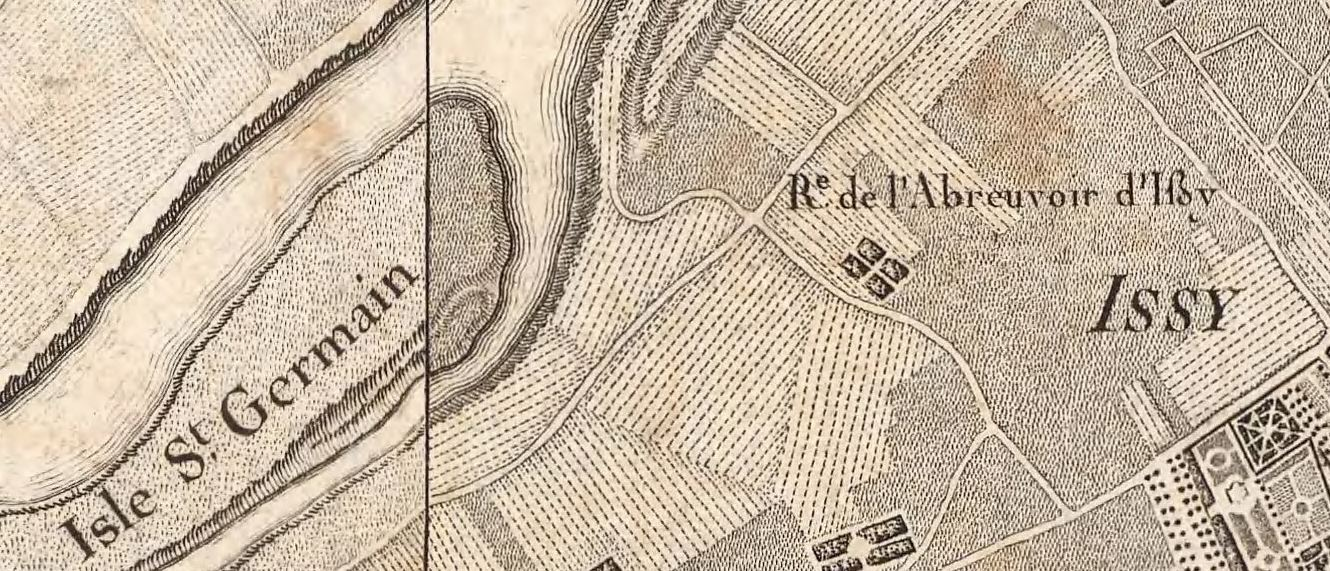
Remise de l'abreuvoir d'Issy, XVIIIe.

Autrefois nommée chemin de l'abreuvoir, elle fut longtemps un chemin entre le village et la rive gauche de la Seine, emprunté d’ailleurs par la reine Margot le 14 mai 1610, lors de l'assassinat d'Henri IV.
Sur la carte des Chasses du Roi, datant du XVIIIe, une remise de l'abreuvoir d'Issy est visible à cet endroit, ainsi que le tracé approximatif de la rue actuelle.
Elle est durement touchée lors de la crue de la Seine de 1910.
Dans les années 1980, cette rue, dans le projet de la ZAC Pont d'Issy, a fait l'objet de la transformation de friches industrielles en pôles d'activités tertiaires qui l'a complètement métamorphosée.

## Bâtiments remarquables et lieux de mémoire
- Emplacement de la blanchisserie de Grenelle.
- Une scène du film Max et les Ferrailleurs y a été tournée en 1971.